# Ello (rede social)
Ello foi uma rede social virtual anti-publicitária criada por Paul Budnitz no laboratório de design gráfico Todd Berger & Föhr. Lançado em março de 2014 nos Estados Unidos, tornou-se popular, principalmente em seu país de origem, no final de setembro do mesmo ano, quando várias pessoas (particularmente de uma comunidade LGBT) manifestaram-se contra o Facebook após uma política contra drag queens em São Francisco.
De acordo com o criador, essa rede social foi fundada para "sobreviver sem os anúncios, para que seus usuários tenham um espaço bem direcionado", mantendo um ideal anti-publicitário. Chegou a ser um dos sites mais visitados e comentados da Alemanha e Estados Unidos, onde já conseguiu cobertura na mídia europeia e norte-americana, com noticiários no The New York Times, The Guardian e Wall Street Journal. No mundo lusófono, não teve grande repercussão.

## Visão Geral
O Ello era gratuito, mas explorava um modelo freemium para financiar suas atividades futuras. Ele também vendeu especialmente camisetas personalizadas em parceria com Threadless para gerar receita.
O serviço Ello reivindicava várias intenções distintivas notáveis como uma rede social:
- Nunca venderemos os dados do usuário para os anunciantes ou terceiros
- Nunca mostrar propagandas
- Não aplicar uma política de nome real

## Características
Ello tinha várias características já construídas, incluindo um emoji autocomplete, configurações e implementação hashtag NSFW.

## História
Ello começou como uma rede social privada constituída por sete artistas e programadores. Após um ano de uso, a rede social deixou de ser privada, os criadores redesenharam o site, e lançaram Ello ao público.
Com financiamento inicial de 435.000 DÓLARES de capital dos FreshTracks, investidores de capital de risco, em Janeiro de 2014 ajudaram a sustentar a empresa inicialmente. Esta decisão valeu algumas críticas quando a rede alcançou uma popularidade mais ampla. 
Ello foi lançada em 18 de março de 2014, completa, e com um manifesto que alegou, para distingui-la de outras redes sociais como o Facebook. O site prometeu que nunca iria vender os dados do usuário, proclamando que "você não é um produto". O serviço de rede social foi lançado oficialmente em 3 de abril de 2014, embora o registro de adesão foi apenas por convite.
Ello adquirida acrescentou atenção em setembro de 2014, quando vários membros da comunidade LGBT deixaram o Facebook após a aplicação da polêmica da sua política de nome real, que se pensa ser a intenção de excluir drag queens em San Francisco. No seu pico, a rede social estava processando mais de 30.000 pedidos de inscrição por hora. Estimava-se que 20% dos cadastros permaneciam ativos no site uma semana após o registro.
Em outubro de 2014, a Ello reorganizou-se como uma empresa de benefícios e levantou mais US$5,5 milhões em capital de risco.

## Crítica
Ello foi criticado por alguns por seu design simples e minimalista.  Bona Kim do Gizmodo criticou a bugginess geral do site e acusou-o de tentar um olhar muito difícil, diferente do seu principal concorrente, o Facebook.
Uma avaliação muito positiva, expressaram a preocupação de que Ello "parece fadado a se tornar o betamax de mídia social:. Superior ao seu concorrente, mas não conseguirá ganhar tração popular, mas não importa ... A rede social não precisa de aprovação de todos para trabalhar."